# London Voices
London Voices (a veces conocido como London Sinfonietta Voices) es un conjunto coral con sede en Londres liderada por Terry Edwards, quien fundó el conjunto en 1973. Han participado en numerosas grabaciones de óperas y bandas sonoras incluyendo El cocinero, el ladrón, su mujer y su amante, Ravenous, la trilogía de precuelas de Star Wars, Lucía de Lammermoor, la serie de El señor de los anillos, la serie Harry Potter, Heavy Metal, La misión, Enemigo a las puertas, La Traviata, y La Pasión de Cristo.  Han grabado con artistas tan diferentes como as Luciano Pavarotti, Dave Brubeck, Amy Grant, o Queen.
Pueden formar parte del grupo un mínimo de 3 personas y un máximo de 150, y más de una unidad de London Voices pueden estar interpretando en diversos locales. Su página web oficial no intenta catalogar todos los cantantes que han trabajado con el grupo.